# Roberto Pelliconi
Roberto Pelliconi (* 14. November 1962 in Imola) ist ein ehemaliger italienischer Radrennfahrer und Sportlicher Leiter.

## Sportliche Laufbahn
Pelliconi war im Straßenradsport aktiv. Als Amateur gewann er 1987 die Trofeo Angelo Dall’Agata. In der Internationalen Friedensfahrt 1987 wurde er 58., 1988 kam er auf den 41. Platz der Gesamtwertung. 1988 war er Teilnehmer der Olympischen Sommerspiele in Seoul. Im olympischen Straßenrennen kam er auf den 7. Platz und war damit bester Italiener. In der Saison 1988 gewann er wie schon 1985 die nationale Meisterschaft im Straßenrennen der Amateure sowie den Giro del Montalbano und die Coppa Ciuffenna.
Von 1989 bis 1996 war Berufsfahrer. 1989 siegte er im Eintagesrennen Trofeo Matteotti vor Marco Vitali. 1992 war er im Lancaster Classic und auf einer Etappe der West-Virginia Classic erfolgreich.
Etappensiege gelangen ihm in der Herald Sun Tour 1989, 1991 und 1994 sowie in der Portugal-Rundfahrt 1994.
Zweiter wurde er 1990 im Gran Premio Camaiore, 1993 in der Coca-Cola-Trophy hinter Erik Zabel. Dritter wurde Pelliconi im Grand Prix Midi Libre 1993, bei den USPRO Championship und bei Mailand–Vignola 1992.

## Grand-Tour-Platzierungen
| Grand Tour            | 1990 | 1991 | 1992 | 1993 | 1994 | 1995 | 1996 |
| --------------------- | ---- | ---- | ---- | ---- | ---- | ---- | ---- |
| Giro d’ItaliaGiro     | 141  | 108  | –    | –    | DNF  | 122  | 90   |
| Tour de FranceTour    | –    | –    | –    | –    | –    | –    | –    |
| Vuelta a EspañaVuelta | –    | –    | 133  | 58   | 108  | –    | –    |

## Berufliches
Ab 2007 war er Sportlicher Leiter in den Radsportteams Amore & Vita-Prodir, Cinelli und CarmioOro NGC.